# An Eye for an Eye
An Eye for an Eye is een Amerikaanse actiefilm uit 1981 onder regie van Steve Carver, met Chuck Norris in de hoofdrol.

## Verhaal
Tijdens een missie wordt Dave Pierce, de partner van agent Sean Kane, voor zijn ogen doodgeschoten. Een paar dagen later wordt ook Dave Pierce's vriendin vermoord. Kane neemt ontslag van de politie en besluit de verantwoordelijken voor de moorden zelf uit te schakelen.

## Rolverdeling
- Chuck Norris - Sean Kane
- Christopher Lee - Morgan Canfield
- Richard Roundtree - Capt. Stevens
- Matt Clark - Tom McCoy
- Mako Iwamatsu - James Chan
- Maggie Cooper - Heather Sullivan
- Rosalind Chao - Linda Chan
- Charles Kalani - The Professor
- Stuart Pankin - Nicky LaBelle
- Terry Kiser - Dave Pierce
- Mel Novak - Tony Montoya
- J.E. Freeman - Tow Truck Dude